# John McKernan Jr.

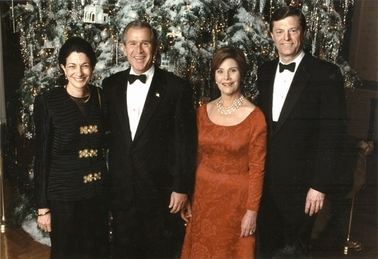
John McKernan Jr. (rechts) mit seiner Frau Olympia Snowe (links) neben George W. und Laura Bush (Mitte) im Dezember 2002

John Rettie „Jock“ McKernan Jr. (* 20. Mai 1948 in Bangor, Maine) ist ein US-amerikanischer Politiker (Republikanische Partei). Er war von 1987 bis 1995 Gouverneur von Maine. Außerdem vertrat er seinen Staat als Abgeordneter im US-Repräsentantenhaus.

## Frühe Jahre und politischer Aufstieg
John McKernan absolvierte das Dartmouth College und diente anschließend zwischen 1970 und 1973 in der Nationalgarde. Danach studierte er an der Law School der University of Maine Jura. Im Jahr 1974 wurde er als Anwalt zugelassen.
Noch während seiner Studienzeit begann McKernan politisch tätig zu werden. Zwischen 1972 und 1976 war er Abgeordneter im Repräsentantenhaus von Maine. Zwischen seinen politischen Ämtern war er als Rechtsanwalt tätig. Im Jahr 1976 war McKernan Delegierter zur Republican National Convention in Kansas City. Zwischen 1983 und 1987 vertrat er seinen Staat im Kongress.

## Gouverneur von Maine
Im Jahr 1986 wurde McKernan als Kandidat der Republikaner zum neuen Gouverneur von Maine gewählt. Dabei reichten ihm 39,9 Prozent der Stimmen, um den Demokraten James E. Tierney zu besiegen, der 30,1 Prozent erreichte. Die übrigen Stimmen verteilten sich auf zwei unabhängige Bewerber. McKernan trat sein neues Amt am 7. Januar 1987 an und konnte es bis zum 5. Januar 1995 ausüben, wobei er 1990 wiedergewählt wurde. Diesmal vereinigte er 46,7 Prozent der Stimmen auf sich, der Demokrat Joseph Brennan – sein Vorgänger im Amt – 44,1 Prozent.
Nach dem Ende seiner Amtszeit engagierte er sich weiterhin für die Republikanische Partei. Er unterstützte die Präsidentschaftswahlkämpfe von George W. Bush und John McCain. Seit September 2003 ist er Vorstandsvorsitzender der Education Management Corporation. John McKernan ist mit der US-Senatorin Olympia Snowe verheiratet.